# Move Me
Albums de Nazareth
No Jive
(1991) Boogaloo
(1998)
Move Me dix-neuvième album studio du groupe écossais Nazareth, et le dernier album avec Billy Rankin qui sera remplacé par Jimmy Murrison.

## Move Me
1. Let Me Be Your Dog (Billy Rankin) [4 min 36 s]
2. Can't Shake Those Shakes (Billy Rankin/Mick Paul) [3 min 21 s]
3. Crack Me Up (Billy Rankin) [3 min 41 s]
4. Move Me (Billy Rankin) [3 min 45 s]
5. Steamroller (Pete Agnew/Dan McCafferty/Billy Rankin) [4 min 28 s]
6. Stand By Your Beds (Pete Agnew/Billy Rankin/Thom Hardwell) [4 min 13 s]
7. Rip It Up (Billy Rankin) [3 min 34 s]
8. Demon Alcohol (Billy Rankin) [2 min 58 s]
9. You Had It Comin' (Billy Rankin)  [4 min 59 s]
10. Bring It On Home To Mama (Billy Rankin) [4 min 01 s]
11. Burning Down (Billy Rankin) [4 min 39 s]

- Titres Bonus CD SALVO 2011

1. Love Hurts (Boudleaux Bryant) (version Rock Orchestra) [4 min 06 s]
2. Razamanaz (unplugged) [4 min 35 s]
3. My White Bicycle (Keith West/Ken Burgess) (unplugged) [2 min 57 s]
4. This Flight Tonight (Joni Mitchell) (unplugged) [4 min 01 s]
5. Love Hurts (Rock Orchestra instrumental) [4 min 08 s]

## Musiciens
- Dan McCafferty (chant)
- Billy Rankin (guitares)
- Pete Agnew (basse)
- Darrell Sweet (batterie)

## Musicien additionnel
- Steve Sly Piggot (Hammond, programmation "Move Me")

## Crédits
- Produit par Tony Taverner & Nazareth (A Nazareth (Dunfermline) Ltd. production)
- Enregistré et mixé par aux C.A.S. Studios Schuren (Allemagne) par Tony Taverner
- Gravé par Tim Young au Metropolis Mastering (Londres)
- Pochette : Fin Costello (photos), Spin (design)
- Titres Bonus "Unplugged" enregistrés aux Funny Farm Studios (Écosse) par Calum Malcolm et produits par John Eden.